# فاکاروا
فاکاروا (به فرانسوی: Fakarava) یک آب‌سنگ حلقوی در فرانسه است که در Fakarava واقع شده‌است. فاکاروا ۸۳۷ نفر جمعیت دارد.